# Bergseehütte
Die Bergseehütte ist eine Berghütte der Sektion Angenstein des Schweizer Alpen-Clubs, im Kanton Uri (Schweiz). Die 1965 eingeweihte Hütte bietet 70 Schlafplätze und ist in der Sommersaison von Anfang Juni bis Mitte Oktober bewartet.

## Lage
Die Hütte liegt auf 2370 m ü. M. etwa 600 m oberhalb des Göscheneralpsees. Wenige Minuten von der Hütte entfernt befindet sich der namensgebende Bergsee. Der markanteste Gipfel ist der nördlich gelegene Bergseeschijen. Die Hütte bietet einen weiten Panoramaausblick über das Göschenental, den Dammagletscher und die bei Kletterern beliebte Südwand des Bergseeschijens.

## Zustieg
Mit dem Postauto im Stundentakt ab Göschenen bis zur Endhaltestelle Hotel Dammagletscher am Staudamm des Göscheneralpsees. Dort befindet sich auch ein kostenpflichtiger Parkplatz. Weiter in 1½ h Gehzeit auf einem Wanderweg der Schwierigkeit T2 zur Hütte.
Im Winter ist ein Zustieg nur mit Ski möglich.

## Tourenmöglichkeiten

### Übergänge zu Nachbarhütten
- Chelenalphütte (2350 m) über Hinter Mur
- Voralphütte (2126 m) über Horefellistock

### Gipfel
- Bergseeschijen (2815 m) Normalweg via Bergseelücke (Schwierigkeit T4)
- Bergseeschijen über diverse Kletterrouten in der Südwand
- Hochschijen Südgrat, Klettertour (Schwierigkeit UIAA IV)
- Klettersteig Krokodil auf den Vorbau des Bergseeschijen (Einstufung B–C)
- Klettergärten in Hüttennähe